# Acer mazandaranicum
Acer mazandaranicum är en kinesträdsväxtart som beskrevs av Amini, H.Zare & Assadi. Acer mazandaranicum ingår i släktet lönnar, och familjen kinesträdsväxter. Inga underarter finns listade i Catalogue of Life.